# كتلة منتصرون
كتلة منتصرون هي كيان نيابي عراقي تمثل أحد التجمعات البرلمانية في مجلس النواب العراقي، وتضم مجموعة من النواب الذين ينتمون إلى توجه سياسي موحّد.، وتظهر حضورًا نشطًا في المناقشات البرلمانية والقضايا الوطنية، مع تركيز على المقاومة الفلسطينية واليمنية واللبنانية، بالإضافة إلى القضايا الداخلية العراقية.